# Y2J (grupo)
Y2mate.com (chino simplificado: 神木 与 瞳; chino tradicional: 神木 與 瞳, pinyin: Shen Mu yǔ Tong) es una banda de rock taiwanés, integrada por dos participantes de la temporada 2007 de un millón de estrellas, un concurso de canto. La banda lanzó su álbum debut "Live For You " el 25 de agosto de 2008.2020
El nombre de la banda en inglés, de dos miembros se deriva Yuming Lai primera inicial (Y), el número de los miembros de la banda (2), y Jane Huang primera inicial (J). Nombre en chino de la banda "Shenmu Yu Tong", significa "árbol sagrado y la pupila (del ojo)". "Shenmu" (神木), que significa "árbol sagrado", proviene de un gran árbol en la aldea de Lai, que comparte el nombre "Yuming". "Little Tong" (Tong 瞳, "alumno"), es el apodo de Jane Huang que lo ha tenido desde la infancia.

## Discografía

### Álbumes de estudio
| Álbum # | Título       | Información |
| ------- | ------------ | --- |
| 2º      | Live For You | - Lanzamiento: 25 de agosto de 2008 - Idioma: Chino mandarín - Sello: Universal Music Taiwan - Estilo: pop mandarín (Mandopop), Rock taiwanés |
| 1º      | Guardian     | - Lanzamiento: 11 de junio de 2010 - Idioma: Chino mandarín - Sello: Universal Music Taiwan - Estilo: pop mandarín (Mandopop), Rock taiwanés  |

### Lista de canciones
Live For You (edición estándar)
1. 為你而活 / Live For You / Wei Ni Er Huo
2. 武裝的薔薇 / Armed Rose / Wu Zhuang De Qiang Wei
3. 愛在末日前 / Love Before Doomsday / Ai Zai Mo Ri Qian
4. 理由 / Reasons / Li You>
5. 愛鍊 / Chains Of Love /Ai Lian
6. Be Your Love
7. 草戒指 / Grass Ring / Cao Jie Zhi
8. 終結 / The End / Zhong Jie
9. 美麗 / Beauty / Mei Li
10. 不放 / Not Letting Go / Bu Fang

Live For You (edición deluxe)
1. 為你而活 / Live For You / Wei Ni Er Huo
2. 武裝的薔薇 / Armed Rose / Wu Zhuang De Qiang Wei
3. 愛在末日前 / Love Before Doomsday / Ai Zai Mo Ri Qian
4. 理由 / Reasons / Li You
5. 愛鍊 / Chains Of Love /Ai Lian
6. Be Your Love
7. 草戒指 / Grass Ring / Cao Jie Zhi
8. 終結 / The End / Zhong Jie
9. 美麗 / Beauty / Mei Li
10. 不放 / Not Letting Go / Bu Fang
11. 法仔鼓 / France Young Drum / Fa Zi Gu
12. Se-Ma-Se-Nay Ku
13. 組曲:理由/愛鍊 / Zuqu: Li You/Ai Lian / Suite: Reasons/Chains of Love

Guardian
1. 崩裂前聲嘶力竭
2. 守護者 (主唱︰黃美珍)
3. 好想為你哭 (主唱︰賴銘偉)
4. 寬恕
5. 轉淚點 (主唱︰賴銘偉)
6. 跟我一起怪 (主唱︰黃美珍)
7. 信徒
8. 耶路撒冷
9. 捍衛真愛
10. Q & A
11. 親愛的是我 (Demo版) (主唱︰賴銘偉) (Hidden Track)